# Noel M. Smith
Noel Mason Smith (22 de maio de 1895 — 20 de setembro de 1955) foi um roteirista e diretor de cinema norte-americano.
Nascido na Califórnia, Smith dirigiu 125 filmes entre 1917 e 1952.
Faleceu em Los Angeles, Califórnia, a 1955.

## Filmografia selecionada
- Tootsies and Tamales (1919)
- Healthy and Happy (1919)
- Yaps and Yokels (1919)
- Mates and Models (1919)
- Squabs and Squabbles (1919)
- Bungs and Bunglers (1919)
- Switches and Sweeties (1919)
- Dames and Dentists (1920)
- Maids and Muslin (1920)
- Squeaks and Squawks (1920)
- The Girl in the Limousine (1924)
- Her Boy Friend (1924)
- Kid Speed (1924)
- Clash of the Wolves (1925)
- Code of the Secret Service (1939)
- On Dress Parade (1939)
- Secret Service of the Air (1939)
- The Nurse's Secret (1941)